# Lead sprzedażowy
Lead sprzedażowy (ang. sales lead) – konsument, jednostka lub przedsiębiorstwo, które jest potencjalnie zainteresowane danym produktem bądź usługą.

## Opis
W marketingu internetowym leadem sprzedażowym staje się osoba, która pozostawiła na stronie internetowej danej firmy swoje dane kontaktowe lub z którą firma skontaktowała się w dowolny inny sposób. Wysiłki marketerów zmierzają do zachęcenia konsumenta do odwiedzenia odpowiedniej strony docelowej (poprzez reklamy, promocję w mediach społecznościowych, emailing lub inne działania marketingowe), a następnie do skłonienia konkretnej osoby, firmy lub instytucji do udostępnienia swoich danych lub innych wartościowych informacji na swój temat. Pozyskiwanie danych zazwyczaj odbywa się poprzez dobrowolne wypełnienie formularza kontaktowego. W zamian użytkownik otrzymuje dostęp do darmowych, interesujących go materiałów, takich jak e-booki, webinaria czy demo produktu, opracowanych przez firmę.
Leady sprzedażowe mogą być kategoryzowane dla ułatwienia pracy handlowca, przykładowo:
- gorące leady – osoby lub firmy, które widziały reklamę albo ofertę lub otrzymały rekomendację i są gotowe natychmiast kupić produkt,
- ciepłe leady – osoby lub firmy, które są zainteresowane produktami, ale nie chcą w tym momencie ich kupować,
- zimne leady – osoby lub firmy, które nie przejawiają zainteresowania produktami, ale mogą być grupą docelową i stanowić rynek zbytu w przyszłości.

Leady można podzielić także ze względu na relację występująca pomiędzy przedsiębiorstwem a klientem:
- Lead B2B (ang. business to business) – potencjalne zainteresowana firma,
- Lead B2C (ang. business to customer) - potencjalnie zainteresowany konsument, klient indywidualny[4].

Leady sprzedażowe można również pozyskiwać od wyspecjalizowanych firm, które zbierają na rynku zapytania ofertowe od podmiotów szukających konkretnych produktów lub usług, a następnie po ich weryfikacji i klasyfikacji odsprzedają zainteresowanym firmom. W tym przypadku potencjalny klient wysyła sygnał, że jest zainteresowany ofertami w ściśle sprecyzowanym obszarze i określonym czasie.
Informacje dotyczące poszczególnych leadów (zazwyczaj zbierane i przetwarzane z wykorzystaniem specjalnych narzędzi i programów do automatyzacji marketingu), pozwalają na określenie na jakim etapie lejka marketingowego znajduje się dany lead sprzedażowy, a więc na ustalenie stopnia zainteresowania potencjalnego klienta danymi produktami lub usługami. Właściwa kwalifikacja leadów sprzedażowych (tzw. lead scoring) na podstawie ich zainteresowań, zachowania na stronie internetowej, gotowości zakupowej, czynników demograficznych itp., stanowi ważny element procesu sprzedaży, ponieważ umożliwia dopasowanie i skierowanie odpowiedniej oferty do ściśle sprecyzowanych grup odbiorców, przygotowując ich w ten sposób do dokonania zakupu (tzw. lead nurturing) i zwiększając szansę na zamknięcie cyklu sprzedażowego.